# Barbula strictifolia
Barbula strictifolia là một loài Rêu trong họ Pottiaceae. Loài này được (Dixon & P. de la Varde) R.S. Chopra mô tả khoa học đầu tiên năm 1975.